# Legrand (firma)
Legrand je francouzská nadnárodní společnost se sídlem v Limoges, která je co do objemu prodeje světovým lídrem v produktech a systémech pro elektroinstalaci a informační sítě. Ve 27 zemích je navíc tržním lídrem v alespoň jedné z hlavních oblastí svého působení.
Počátky firmy sahají až do roku 1860, kdy byla založena dílna na výrobu porcelánu v Limoges na ve francouzském regionu Limousin, jež původně vyráběla porcelánové nádobí.
V roce 1904 společnost převzal Frédéric Legrand, který propůjčil společnosti své jméno.
V roce 1919 společnost uzavřela partnerství s Jeanem Mondotem, řemeslníkem z Limoges, který začal v malé továrně v Exideuil vyrábět elektrické spínače porcelánu a zimostrázového dřeva.
Výroba se následně postupně rozšířila na výrobu dalšího elektrointalačního materiálu. V té době, před objevením plastu, byl porcelán nejlepším izolačním materiálem.
V roce 1949, po požáru továrny, bylo rozhodnuto soustředit se výhradně na výrobu elektroinstalačních ovládacích přístrojů (spínačů a zásuvek). Společnost velmi rychle rozšířila svůj sortiment také o produkty na ochranu a jištění (pojistkové držáky, jističe, atd.), výrobky pro vedení kabelů (trunking a mini-kanálů), nouzového osvětlení, atd.
Od té doby, Legrand uskutečnil 120 cílených akvizic po celém světě a stal se tak velkým, diverzifikovaným výrobcem elektroinstalačního materiálu s více než 150.000 položek zboží. Od roku 2006 má své dceřiné společnosti v 70 zemích a obchodní zastoupení ve 180 zemích.
Některé zajímavé mezníky historie:
1966 : První dceřiná společnost mimo Francii založena v Belgii.
1977 : Rozvoj pokračuje mimo Evropu převzetím společnosti Pial v Brazílii.
1984 : První dceřinou společností ve Spojených státech se stává Pass & Seymour.
1989 : Akvizice společnosti Bticino, italského výrobce elektroinstalačního materiálu č. 1.
1996 : Legrand posiluje svou přítomnost v rozvíjejících se zemích akvizicí společností FAEL v Polsku, Luminex v Kolumbii a MDS v Indii, a WattStopper ve Spojených státech .
1998 : Akvizice společnosti Ortronics, amerického lídra v oblasti strukturované kabeláže a VDI.
2000 : Akvizice společnosti WIREMOLD ve Spojených státech a také americké společnosti Horton Controls, specialisty na ovládání osvětlení. Tyto společnosti byly sloučeny pod značku WattStopper. Akvizice společností Quintela a Tegui ve Španělsku.
2005 : Akvizice ICM GROUP (značka KZ a CABLOFIL), světového lídra v oblasti drátěných kabelových žlabů.
2006 : Akvizice divize ovládacích přístrojů společnosti TCL v Číně (č. 1 na čínském trhu) a Shidean, čínského lídra v oblasti audio a video vstupních systémů. Akvizice značky Vantage Controls, amerického specialistu pro ovládání osvětlení.
2007 : Akvizice firmy HPM, č. 2 na trhu s elektroinstalačním materiálem v Austrálii, společnosti Kontaktor, předního ruského výrobce výkonových jističů. Ve stejném roce Legrand převzal společnost MACSE, mexického lídra v oblasti kabelových žlabů, UStec, amerického specialista v oblasti datových sítí, TCL Wuxi, čínského specialistu v oblasti modulárních jističů a Alpes Technologies (Annecy, Francie), specialistu v oblasti kompenzace a měření elektrické energie.
2008 : Akvizice americké společnosti PW Industries, specialisty v oblasti kabelových žlabů; HDL, lídra na trhu vstupních systémů pro residenční sféru v Brazílii (audio a video vstupní systémy a telefony); Estap, lídra v oblasti VDI (Voice Data Image) a datových rozvaděčů na tureckém trhu a také společnosti Electrak, britského specialisty na pokládání pozemních kabelových žlabů.
2009 : Stejně jako další subjekty v elektrotechnickém průmyslu, byl také Legrand ovlivněn hospodářskou krizí. Skupina zaznamenala 15,6% pokles v obratu (3,6 mld. €). Přesto skupina Legrand dokázala udržet svou provozní marži na 17,6%, oproti 17,7% v roce 2008.
2010 :
- Společnost se vrací k růstu. Prodeje se zvýšily o 8,7%, provozní příjmy o 35,5% a čistý zisk o 44,3% na 418.3 million €. Provozní marže skupiny Legrand dosahuje dříve nevídané úrovně: 20,2%
- Vytvořilo se EV PLUG spojenectví mezi společnostmi Legrand, Schneider Electric (Francie) a SCAME (Itálie), které dalo vzniknout společnému evropskému standardu pro nabíjecí systémy elektrických vozidel.
- Pokračování strategie akvizice s převzetím společnosti INFORM v Turecku (lídr v oblasti UPS) a společnosti Indo Asian Switchgear v Indii (specialisty ve výrobě modulárních jističů). Prosinec 2010: převzetí italské společnosti Meta System Energy, specialisty na UPS.

2011 :
- Převzetí americké firmy Electrorack, specialisty na VDI (Voice Data Image) a datové rozvaděče. Akvizice společnosti Intervox Systèmes, francouzského lídra v oblasti asistovaného bydlení pro závislé osoby.
- V dubnu Legrand posiluje svou pozici na rozvíjejících se trzích a trzích energetické bezpečnosti akvizicí společnosti SMS, lídra v oblasti UPS na brazilském trhu.
- V květnu, převzetí americké společnosti Middle Atlantic Products (MAP – 520 zaměstnanců a tržby 107 milionů $), která se specializuje na zajištění digitální infrastruktury (zéjména pro audio a video aplikace). Tato akvizice umožňuje skupině Legrand posílit svou nabídku v tomto specifickém segmentu pro hotely a konferenční centra. V roce 2011 učinil Legrand sedm akvizic v celkové výši dodatečných tržeb 300 milionů €.

## Legrand v České republice
V České republice je společnost Legrand přítomna již od roku 1992. Kancelář společně se showroomem se nachází v Praze v ulici Sokolovská. Odtud nabízí odbornou pomoc a podporu svým klientům a partnerům od návrhu až po dokončení jejich projektů. V současné době zastupuje společnost Legrand na českém trhu také značky BTicino a Cablofil.

## Vedení společnosti
- Gilles Schnepp (narozen v roce 1958 v Lyonu): CEO skupiny Legrand od roku 2006, do společnosti nastoupil v roce 1989, bývalý vice-prezident americké obchodní banky Merrill Lynch France.
- François Grappotte (narozen v roce 1936 v Reims): CEO skupiny Legrand v letech 1983-2006, čestný předseda představenstva od roku 2006.
- Renaud Chevalier-Cadell (narozen v roce 1976): Generální ředitel Legrand Česká republika a Legrand Slovensko od roku 2012.